# Солдатёнок
«Солдатёнок» — советский короткометражный чёрно-белый телефильм 1972 года по одноимённому рассказу Чингиза Айтматова. Дебютная работа режиссёра Эльдора Уразбаева. На VI-м Всесоюзном фестивале телефильмов фильм удостоен приза Союза кинематографистов СССР:
 

## Сюжет
1946 год. В глухом киргизском ауле с мамой и бабушкой живёт пятилетний Авалбек, отца у него нет — он не вернулся с войны. Как-то в аул приезжает кинопередвижка и сбежавшийся смотреть кино весь аул с напряжением смотрит за боем артиллеристов с фашистским танком, и вдруг маленький Авалбек «узнаёт» своего отца в солдате, идущем с гранатой на фашистский танк.

Приехала в село кинопередвижка, киномеханик показывает фильм о войне грохотали взрывы, под огнем врага наши артиллеристы катили на бугор пушку, и был среди них один, лицом похожий на киргиза. И вдруг к экрану выбежал маленький мальчишка и закричал: «Ребята, это мой отец! Вы видели? Это моего отца убили…» Он, которого война сделала сиротой, поверил, что сейчас перед ним на экране был его отец, что это не кино, разыгранное актёрами, а самая настоящая война и самая настоящая правда.— Многоцветный экран ТВ: Сборник. — М.: Искусство, 1977. — 208 с. — стр. 119
И никто не посмел засмеяться или разуверить в этом мальчугана… И киномеханик, и фронтовик-фотограф, и старые чабаны, да и всё жители аула чутки и уважительно внимательны к его вере.

## В ролях
- Шайлоо Сагынбаев — Авалбек
- Таттыбюбю Турсунбаева — мать Авалбека
- Сабира Кумушалиева — бабушка Авалбека
- Кубатбек Жусубалиев — фотограф
- Нуржуман Ихтымбаев — эпизод
- Советбек Джумадылов — эпизод

## Литературная основа
Рассказ «Солдатёнок» Чингиза Айтматова был написан в 1968 году на киргизском языке и опубликован под названием «Атадан калган туяк», что в переводе на русский язык буквально означает «след копытца отцовского коня». На русском языке впервые был опубликован в газете «Правда» как отрывок из новой повести под названием «Сын солдата», которая так и не была написана.

Рассказ вышел в авторском переводе под названием «Солдатёнок». Рассказ на русском языке стал короче, идёт процесс отсечения лишнего, появляется лаконичность, сдержанность в манере повествования, убраны некоторые сцены, хотя они написаны превосходно, со знанием особенностей, тонкостей разговорной народной речи.— Чолпон Джолдошева

## Критика
Высокая оценка дана игре актёров, как пятилетнего исполнителя главной роли Шайлоо Сагынбаева, который «трогает своей непосредственностью и искренностью», так и игра непрофессионального актёра Кувата Жусубалиева в роли фотографа: «очень хорош в этой роли», и почти незаметная роль киномеханика: «житейски достоверен добряк — киномеханик в картине».
В целом фильм был восторженно принят критикой и киноведами, отмечавшими работу всех создателей этой короткометражки:

Эта небольшая новелла захватывает своим точным психологизмом, человеческой глубиной. В ней передан и трагизм войны и тот горький след, который она оставила в жизни людей. В этой новелле — и высокое благородство, и боль, и надежда. … Картина снята оператором М. Дугановым сдержанно и строго, в ней точная фактура, живые, настоящие, не приукрашенные гримом лица. Но, конечно, прежде всего своим успехом картина обязана глубокой и умной литературной первооснове — рассказу Айтматова.— Многоцветный экран ТВ: Сборник. — М.: Искусство, 1977. — 208 с. — стр. 119

Изобразительная сторона картины во многом помогает раскрытию внутреннего мира героев и создает необходимый эмоциональный настрой. В этом большая заслуга оператора Марата Дуганова. Телевизионный фильм «Солдатенок» — дебют сценариста Эркина Борбиева и режиссера Эльдара Уразбаева. Им удалось просто и убедительно рассказать о трудном детстве своих ровесников. Очевидно, отсюда та искренность чувств, которые идут с экрана к зрителю.
Убедительная игра актеров, участие жителей аула в массовке, подлинность костюмов и предметов быта создают в фильме достоверную атмосферу трудных первых послевоенных лет.
— Э. Беляева — Да, это твой отец, солдатёнок // Телевидение и радиовещание, 1974
При этом фильм был признан удачной экранизацией рассказа — литературной основы сценария, и даже внесённые изменения были названы уместными:

Создателям телефильма «Солдатёнок» удалось передать языком кино не только фабулу рассказа, но и его основную черту, присущую всей айтматовской прозе, — любовь к простым людям, пристальное внимание к духовному миру героев, судьбы которых тесно переплетены с судьбой всего народа. Авторы последовательны и верны духу первоисточника, но это не привело их к буквальности и иллюстративности. Отказавшись от привычного закадрового авторского комментария и внутреннего монолога героев, которые во многом могли бы облегчить их задачу, они ввели в фильм новые персонажи.— Э. Беляева — Да, это твой отец, солдатёнок // Телевидение и радиовещание, 1974

Лаконичный, но поразительно емкий этот рассказ оказался близким особенностям телеэкрана. … В фильме есть удачно найденные кинематографистами моменты. Один из них — умело введенный дополнительный персонаж — фотограф, участник войны, душа которого поражает своим богатством и человечностью. С блеском сняты оператором кадры лунной ночи, которые символически завершают фильм. По тропинке, освещенной луной, идет Авалбек с матерью…— Литературный Киргизстан, 1984